# Moseley Old Hall (Wolverhampton)

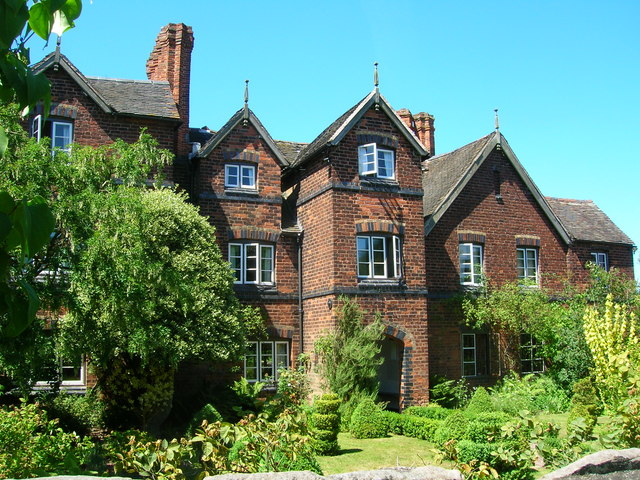
Aspecto do Moseley Old Hall em Julho de 2006.

O Moseley Old Hall é um palácio rural, propriedade do National Trust, localizado a norte de Wolverhampton, no Midlands Ocidental, Inglaterra. É famoso como um dos locais de descanso de Carlos II de Inglaterra durante a sua fuga para França depois da derrota na Batalha de Worcester, em 1651.

## História
O Moseley Old Hall foi construído em 1600 e serviu como residência da família Whitgreave, uma família natural do Staffordshire, essencialmente Católica e Realista. Thomas Whitgreave assistiu Carlos II quando o monarca chegou ali às primeiras horas do dia 8 de Setembro de 1651, depois duma jornada desde a Boscobel House. Thomas ao rei roupas secas, comida e uma cama apropriada (a sua primeira desde Worcester, no dia 3 de Setembro). O rei eseve escondido no priest-hole ("buraco do padre" - um esconderijo existente em algumas casas da época) por dois dias, enquanto planeava a rota para a sua fuga. Esteve acompanhado pelo padre Católico da família John Huddleston, que limpou e ligou os pés do rei.  
O edifício esteve nas mãos dos descendentes da família até 1925 e, durante esse tempo, poucas alterações estruturais foram feitas, com excepção do revestimento do edifício com tijolos vermelhos e da substituição das janelas isabelinas. Depois da década de 1820, parece que o Moseley Old Hall terá sido abandonado como residência da família a favor de Moseley Court, uma nova casa em Estilo Regência construída por George Whitgreave. O velho palácio foi usado como casa de lavoura até à Segunda Guerra Mundial, mas sofria de negligência quando o National Trust tomou conta dele, em 1962. Agora está totalmente restaurado e mobilado com generosas doações de móveis de época. A cama original usada por Carlos II encontra-se na Sala do Rei.